# Оукдейл (Каліфорнія)
Оукдейл (англ. Oakdale) — місто (англ. city) в США, в окрузі Станіслаус штату Каліфорнія. Населення — 23 181 особа (2020).

## Географія
Оукдейл розташований за координатами 37°45′42″ пн. ш. 120°50′47″ зх. д. / 37.76167° пн. ш. 120.84639° зх. д. (37.761666, -120.846434).  За даними Бюро перепису населення США в 2010 році місто мало площу 15,78 км², з яких 15,66 км² — суходіл та 0,13 км² — водойми.

### Клімат
| Клімат : Оукдейл        | Клімат : Оукдейл | Клімат : Оукдейл | Клімат : Оукдейл | Клімат : Оукдейл | Клімат : Оукдейл | Клімат : Оукдейл | Клімат : Оукдейл | Клімат : Оукдейл | Клімат : Оукдейл | Клімат : Оукдейл | Клімат : Оукдейл | Клімат : Оукдейл | Клімат : Оукдейл |
| Показник                | Січ.             | Лют.             | Бер.             | Квіт.            | Трав.            | Черв.            | Лип.             | Серп.            | Вер.             | Жовт.            | Лист.            | Груд.            | Рік              |
| Абсолютний максимум, °C | 21,7             | 28,3             | 28,3             | 35,6             | 39,4             | 44,4             | 45,6             | 43,3             | 43,3             | 37,2             | 31,1             | 25,0             | 45,6             |
| Середній максимум, °C   | 11,3             | 15,0             | 17,7             | 21,5             | 26,9             | 31,7             | 35,4             | 34,4             | 31,1             | 25,9             | 18,7             | 12,3             | 23,5             |
| Середній мінімум, °C    | 1,7              | 3,6              | 4,9              | 6,4              | 9,0              | 12,4             | 14,7             | 13,9             | 12,3             | 8,9              | 4,6              | 2,4              | 7,9              |
| Абсолютний мінімум, °C  | −10              | −6,7             | −4,4             | −2,8             | 1,1              | 2,8              | 7,8              | 7,8              | 2,8              | −1,1             | −6,7             | −11,1            | −11,1            |
| Норма опадів, мм        | 66               | 54               | 56               | 34               | 11               | 3                | 0                | 1                | 5                | 17               | 31               | 60               | 339              |
| Днів з опадами          | 8                | 7                | 7                | 4                | 2                | 1                | 0                | 0                | 1                | 2                | 4                | 7                | 44               |
| ----------------------- | ---------------- | ---------------- | ---------------- | ---------------- | ---------------- | ---------------- | ---------------- | ---------------- | ---------------- | ---------------- | ---------------- | ---------------- | ---------------- |
| Джерело:                |                  |                  |                  |                  |                  |                  |                  |                  |                  |                  |                  |                  |                  |

## Демографія
Згідно з переписом 2010 року, у місті мешкало 20 675 осіб у 7288 домогосподарствах у складі 5298 родин. Густота населення становила 1310 осіб/км².  Було 7822 помешкання (496/км²).
Расовий склад населення:
| - 80,1 % — білих - 2,2 % — азіатів - 1,0 % — корінних американців - 0,8 % — чорних або афроамериканців - 0,2 % — вихідців з тихоокеанських островів - 11,5 % — осіб інших рас |

До двох чи більше рас належало 4,1 %. Частка іспаномовних становила 26,1 % від усіх жителів.
За віковим діапазоном населення розподілялося таким чином: 27,9 % — особи молодші 18 років, 59,8 % — особи у віці 18—64 років, 12,3 % — особи у віці 65 років та старші. Медіана віку мешканця становила 34,9 року. На 100 осіб жіночої статі у місті припадало 95,4 чоловіків;  на 100 жінок у віці від 18 років та старших — 90,8 чоловіків також старших 18 років.
Середній дохід на одне домашнє господарство  становив 64 893 долари США (медіана — 51 785), а середній дохід на одну сім'ю — 72 924 долари (медіана — 61 696). Медіана доходів становила 56 184 долари для чоловіків та 39 597 доларів для жінок. За межею бідності перебувало 18,6 % осіб, у тому числі 22,7 % дітей у віці до 18 років та 6,1 % осіб у віці 65 років та старших.
Цивільне працевлаштоване населення становило 8136 осіб. Основні галузі зайнятості: освіта, охорона здоров'я та соціальна допомога — 21,7 %, виробництво — 14,2 %, роздрібна торгівля — 11,1 %, науковці, спеціалісти, менеджери — 9,4 %.